# Makary (Karmazin)
Makary, nazwisko świeckie Grigorij Jakowlewicz Karmazin (1 października 1875, Międzyboż, gubernia podolska, zm. 3 grudnia 1937) – rosyjski biskup prawosławny, nowomęczennik.
Od 1902 do 1917 służył jako kapelan wojskowy, m.in. w Brześciu, Warszawie, Rydze i Dźwińsku. Od 1918 był duchownym parafialnym pracującym w różnych cerkwiach w eparchii kijowskiej. W 1923 miała miejsce jego chirotonia na biskupa pomocniczego eparchii kijowskiej z tytułem biskupa humańskiego. W tym samym roku został aresztowany i spędził w więzieniu cztery miesiące. W 1925 ponownie został zatrzymany w Kijowie i po dziesięciomiesięcznym odosobnieniu zmuszony do wyjazdu do Charkowa. W tym samym roku otrzymał tytuł biskupa jekaterynosławskiego. 
Po aresztowaniu egzarchy Ukrainy metropolity Michała (Jermakowa) biskup Makary w tajemnicy zarządzał istniejącymi jeszcze strukturami Kościoła prawosławnego w Ukraińskiej SRR. Usiłując tworzyć struktury podziemnego Kościoła, wyświęcił dwóch nowych biskupów. W 1927, gdy jego działalność została wykryta, został zmuszony do wyjazdu z Ukrainy. W 1934 w Kostromie został aresztowany i w roku następnym uznany za winnego działania w grupie kontrrewolucyjnej, za co otrzymał wyrok pięciu lat zsyłki do Kazachstanu. Skierowany do stanicy Usz-Tobe, z pomocą rodziny zakupił w niej niewielki dom. Od lutego 1937 dzielił go z innym zesłańcem, biskupem symferopolskim i krymskim Porfirym (Gulewiczem). 20 listopada tego samego roku został w miejscu zamieszkania aresztowany przez NKWD i ponownie oskarżony o prowadzenie agitacji antyradzieckiej, do czego nie przyznał się. W jego sprawie zapadł wyrok śmierci przez rozstrzelanie, wykonany 3 grudnia 1937. Miejsce pochówku duchownego nie jest znane. 
W 1989 Makary (Karmazin) został w pełni zrehabilitowany.
W 2000 został kanonizowany jako nowomęczennik. W 2013 jego imię nie pojawiło się w kalendarzu liturgicznym Rosyjskiego Kościoła Prawosławnego na bieżący rok. Fakt ten nie został skomentowany przez przedstawicieli Patriarchatu Moskiewskiego odpowiedzialnych za kanonizacje i kult świętych.